# غلوريا فريدمان
غلوريا فريدمان (بالألمانية: Gloria Friedmann)‏ هي مصورة ألمانية، ولدت في 1950 في كروناخ في ألمانيا.

## وصلات خارجية
- غلوريا فريدمان على موقع مونزينجر (الألمانية)